# Airaphilus kaszabi
Airaphilus kaszabi es una especie de coleóptero de la familia Silvanidae.

## Distribución geográfica
Habita en Mongolia.